# Вестерн
Вестерн (енгл. Western) је жанр стваралаштва у књижевној, филмској, радијској, телевизијској, стрип и другим уметностима. Вестерни најчешће обрађују догађаје који се одвијају у другој половини 19. века на западу Сједињених Америчких Држава (познат као Дивљи запад), али и у западној Канади и Мексику. Неки вестерни смештени су у ранија раздобља као што је Битка за Аламо 1836, но радња филмова углавном се одвија у времену након Америчког грађанског рата и пре краја Индијанских ратова 1890. Постоји неколико касних вестерна (нпр. Дивља хорда), док су неки смештени у доба Мексичке револуције 1920.
Вестерни често приказују сукоб наводно примитивног и застарелог начина живота и модерне технологије или друштвених промена. Често за такве описе служе приказивања сукоба између домородаца и дошљака или америчке коњице, или пак опасност која прети ранчерима од Индустријске револуције. Амерички вестерни четрдесетих и педесетих година наглашавају вредности части и пожртвованости. Вестерни из шездесетих и седамдесетих су често обојени песимистичким тоновима, славећи бунтовног антијунака и наглашавајући цинизам, бруталност и неправедност америчког запада.

## Теме
Жанр вестерна, поготово у филмовима, често приказује освајање дивљине и подређивање природе у име цивилизације или запљену територијалних права од оригиналних становника тих подручја. Вестерн описује друштво организовано око кодекса части, а не закона. Популарна перцепција вестерна је прича која се врти око живота полу-номадског луталице, обично каубоја или револвераша.
На неки начин, такви протагонисти могу се сматрати дословним потомцима витезова луталица који су стајали у средишту сваког ранијег већег жанра. Као и каубој или револвераш у вестерну, витез луталица из ранијих европских прича и поезије је лутао од мјеста до мјеста на својем коњу, борећи се са зликовцима разних боја и не везујући се за никакве друштвене структуре него само за свој кодекс части. И као витезови луталице, хероји вестерна обично спашавају дјеве у невољи.
Технологије епохе — као што су телеграф, штампарска машина и жељезница — обично симболизују неминовни крај дивље прерије. У неким „касним вестернима“, као што је Дивља хорда, спомињу се аутомобил па чак и авион. Оружје је једно од главних елемената, а обично се ради о пушци винчестер или пиштољу колт. Често се користи и динамит, некад као средство разарања, а понекад и као оружје. Понекад се, додуше у мањој мјери, може видјети и Гетлингов топ.
Вестерн узима ове елементе и користи их како би испричао једноставне приче о моралности, обично уз спектакуларне приказе америчког Запада. Вестерни често изобличују несмиљеност дивљине те често смештају радњу у пустињске предјеле. Специфична окружења укључују изолована утврђења, ранчеве и сеоске куће; индијанско село; или мањи град са салуном, трговином мјешовитом робом, шталом и затвором. Осим дивљине, обично салуни наглашавају да је то „Дивљи запад“: то је мјесто гдје се иде ради музике (разуздано свирање клавира), дјевојака (често проститутки), коцкања (обично покер), пића (пиво или виски), тучњаве и обрачуна. У неким вестернима, гдје је дошла „цивилизација“, град има цркву и школу; у другима, гдје влада закон дивљине, то је мјесто, као што је рекао Серђо Леоне, „гдје живот нема вриједности“.

## Филм

### Карактеристике
Већина карактеристика вестерна је део популарне вестерн књижевности 19. века које су већ постојале пре него што је филм постао популарна уметничка форма. За вестерн филмове карактеристични су протагонисти као што су каубоји, револвераши или ловци на награде, често приказани као полу-номадски луталице који носе Стетсон шешире, шарене свилене рупце, мамузе и хлаче од јелење коже, користе револвере или пушке као свакодневно средство за преживљавање те јашу између прашњавих градова и сточних ранчева на вјерним коњима.
Филмови често описују сукобе с Индијанцима. Иако су их рани етноцентрични вестерни често приказивали као нечасне зликовце, њихов опис у каснијим културно неутралнијим вестернима је пуно блажи. Од осталих честих тема вестерна, треба издвојити путовања и скупине бандита који тероришу мале градове као у Седморици величанствених.
Рани вестерни углавном су били снимани у студијима, баш као и стари холивудски филмови, али кад је у тридесетима постало уобичајено снимање на локацији, продуценти вестерна користили су забачена мјеста Новог Мексика, Калифорније, Аризоне, Јуте, Неваде, Канзаса, Тексаса, Колорада и Вајоминга. Иако су многи вестерни снимљени у Калифорнији и Аризони, већина има радњу смештену у Тексас. Продукције су снимане и на локацијама на филмским ранчевима.
Често крајолик постаје нешто више од пуке живописне позадине: постаје лик у филму. Почетком педесетих, многи су користили широке формате екрана као што су синемаскоп (1953) и виста вижон како би дочарали спектакуларне вестерн крајолике. Приказ Долине споменика Џона Форда био је експресивни крајолик у његовим филмовима од Поштанске кочије (1939) до Јесени Чејена (1965).

### Поджанрови
Сам жанр вестерна има своје поджанрове, као што су епски вестерн, распевани каубој вестерни, и хумористични вестерни. У шездесетима и седамдесетима појавио се нови тип, ревизионистички вестерн.
Класични вестерни
Један од првих вестерн филмова био је Велика пљачка воза из 1903, неми филм редитеља Едвина С. Портера с Бронко Билијем Андерсоном у главној улози. Популарност филма отворила је врата Андерсону да постане прва филмска каубојска звезда; снимио је неколико стотина кратких вестерн филмова. Жанр је био толико популаран да је ускоро добио конкуренцију у облику Вилијама С. Харта. Златно доба вестерн филмова одређује рад двојице редитеља: Џона Форда (у чијим је филмовима у главној улози често наступао Џон Вејн) и Хауарда Хокса.
Шпагети-вестерни
Током шездесетих и седамдесетих у Италији се догодио препород вестерна са „шпагети-вестернима“ или „итало-вестернима“. Многи од ових филмова били су нискобуџетне продукције, снимане на локацији (нпр. у шпанској пустињској регији Алмерији) изабране због јефтине екипе и трошкова продукције као и због сличности с крајолицима југозападног САД. У шпагети-вестернима било је више акције и насиља него у оним холивудским.
Филмови Серђа Леонеа имају пародијску димензију (чудна уводна сцена у филму Било једном на Дивљем Западу је преиначење уводне сцене вестерна Фреда Зинемана Тачно у подне) која им даје другачији тон од холивудских вестерна. Чарлс Бронсон, Ли ван Клиф и Клинт Иствуд постали су славни захваљујући наступима у шпагети-вестернима, иако су они служили и као излети за познате глумце као што су Џејсон Робардс, Џејмс Коберн, Клаус Кински и Хенри Фонда.
Остерни
Вестерни источноевропске продукције били су популарни у источноевропским комунистичким земљама, а били су и омиљени Стаљинови филмови. „Црвени вестерни“ или „остерн“ филмови обично са симпатијама приказују америчке Индијанце, као људе који се боре за своја права, што је било у супротности с америчким вестернима тог времена, који су Индијанце често приказивали као зликовце. У недостатку аутентичних Индијанаца, у улогама Индијанаца често су наступали људи с подручја бивше Југославије и Турске.
Гојко Митић играо је праведне, добродушне и шармантне индијанске поглавице. Постао је почасни поглавица племена Сијукса кад је посетио Сједињене Америчке Државе у деведесетима, а телевизијска екипа која га је пратила приказала је племену један од његових филмова. Амерички глумац и пјевач Дин Рид, прогнаник који је живио у Источној Њемачкој, такође је наступио у неколико филмова.
Жанр остерна развио се у Совјетском Савезу као домаћа противтежа америчком вестерну. Остерни су смештени у Средњу Азију или руске степе током пост-револуционарног Руског грађанског рата. Историјско окружење Руског грађанског рата дијелило је многе легендарне саставнице Дивљег запада: романтични сукоб добра и зла, сукоб култура с повремено непријатељски расположеним домороцима, јахање, возове, обрачуне и бескрајне крајолике. Огледни примјер остерна је филм White Sun of the Desert.
Ревизионистички вестерни
У студијама жанра, филмови који мењају традиционалне елементе жанра називају се „ревизионистички“. Након почетка шездесетих, многи амерички редитељи почели су доводити у питање и мијењати многе традиционалне елементе вестерна. Једна од већих промјена био је пуно позитивнији приказ Индијанаца који су у пријашњим филмовима третирани као „примитивни“. Публика је била охрабрена доводити у питање јунак против зликовца двобој и моралност кориштења насиља у сврху тестирања једног јунака или како би доказали право једнога од њих.
Неки савремени вестерни дају женама снажније улоге. Један од ранијих филмова који обухватају све ове елементе био је пустоловни филм из 1956, Последњи вагон у којем Ричард Видмарк игра белца којег су одгојили Команчи, а којег прогоне бијелци, са Фелицијом Фар и Сузан Конер у улогама младих жена присиљених преузети лидерске улоге.
Есид вестерни
Филмски критичар Џонатан Розенбаум говори о промјени жанра у шездесетима и седамдесетима као о есид вестернима, који су повезани са Денисом Хупером, Џимом Макбрајдом и Руди Верлицер, као и филмове Пуцање Монтеа Хелмана, бизарни експериментални филм Кртица Алехандра Ходоровског и Greaser Palace Роберта Даунија Млађег. Ел Топо из 1970. је алегоријски, вестерн и андерграунд филм о епонимском јунаку - насилном, у црно обучено револверашу - и његовом мисијом просвјећивања. Филм је пун бизарних ликова и догађања, осакаћених и патуљастих перформера и јаких доза хришћанског симболизма и источњачке филозофије. И неки шпагети-вестерни су прекорачили границу есид жанра, као што је мистични Кеома Енца Г. Кастеланија из 1976, вестерн који обрађује метафизички Седми печат Ингмара Бергмана.
Од новијих филмова, издвајају се Барбароса (1982) Фреда Скеписија, Вокер (1987) Алекса Кокса и Мртав човек (1995) Џима Џармуша. Розенбаум описује „есид вестерне“ као „формулирање хладне, примитивне поезије која оправдава њен халуцинирајући садржај.“ Коначно, „ацид вестерн“ изражава сензибилитет контракултуре да критикује и замени капитализам са својим алтернативним верзијама промене.
Савремени вестерни
Иако се ови филмови одвијају у савременом америчком окружењу, они користе теме и мотиве Старог Запада (бунтовнички антијунак, отворена пространства и пустињски крајолици те обрачуни). Већим дијелом се одвијају на америчком Западу те откривају развој менталитета Старог Запада у касном двадесетом веку. Овај поджанр обично укључује ликове карактеристичне за Стари Запад који се боре са „сувишношћу“ у „цивилизираном“ свијету који одбија њихово застарело схватање правде.
Примери су Три спровода у Мексику Томија Лија Џоунса, Донесите ми главу Алфреда Гарсије (1974) Сема Пекинпоа, Усамљена звијезда (1996) Џона Сејлеса, Било једном у Мексику (2003) Роберта Родригеза, контроверзни филм о хомосексуалним каубојима Анга Лија, Планина Броукбек (2005), Кад прошлост закуца (2005) Вима Вендерса и Нема земље за старце (2007) браће Коен.
Научно-фантастични вестерни
Ови филмови комбинују научно-фантастичне теме или футуристичке елементе с вестерн окружењем. Примери су серијал Мрачни торањ Стивена Кинга, Повратак у будућност 3, Западни свет и Дивљи дивљи запад. Овај стил разликује се од свемирских вестерна, као што је Serenity of Bravestar, који је увео вестерн елементе у научно-фантастичном окружењу.

### Студије жанра
У шездесетима се појавила академска и критичка пажња за филм као легитимну уметничку форму. Уз појачану пажњу, филмска теорија је била толико развијена да се покуша схватити важност филма. Из овог окружења развио се део критичких студија назван студије жанра. Био је то у првом реду семантички и структуралистички приступ схватању какве сличне поруке преносе филмови.
Дуго исмијаван због своје припросте моралности, почео се гледати жанр вестерн филма, а не серија конвенција и кодова који су служили као методе краткотрајне комуникације с публиком. На пример, јунак носи бијели шешир, док негативац носи црни шешир; кад се двојица мушкараца суочавају насред пусте улице, следи обрачун; сточари и ранчери су усамљеници, док су људи из града окренути породици и заједници, итд. Сви вестерн филмови могу се читати као серија кодова и варијација тих кодова.
Од седамдесетих, вестерн жанр се размрсио кроз серију филмова који су користили кодове, али у првом реду као начин њихова исцрпљивања (Мали велики човек и Маверик то су радили кроз комедију). Плес са вуковима уистину оживљава све оригиналне кодове и конвенције, а ту су и Вајат Ерп и Тумстоун. Непомирљиви, сценариста Дејвида Веба Пиплса и режисера Клинта Иствуда, користи све оригиналне конвенције, само окреће последице. Уместо да умру храбро или стоички, јунаци цвиле, плачу и моле за милост; уместо да јунак спашава невине, негативац је тај који креће на пут освете.
Један од резултата студија жанра је тај да су неки тврдили да се „вестерни“ не морају одвијати на америчком Западу или чак у деветнаестом веку, будући да се кодови могу пронаћи у другим типовима филмова. На пример, типична радња вестерна је тај да човјек од закона с истока креће на запад гдје се суочава с преварама и сукобљава с бандом одметника и плаћеника, а помаже му локални шериф који има добре намјере, али је неделотворан све до критичног тренутка гдје се искупљује спашавајући јунаков живот. Тај опис може бити кориштен како би се описао било који вестерн, као и акцијски филм Умри мушки. Хад, с Полом Њуманом, и Седам самураја Акире Куросаве, често се наводе као примери филмова који се не одвијају на америчком Западу, али имају многе теме и карактеристике уобичајене за вестерне. Слично томе, филмови који се одвијају на старом америчком Западу не морају бити „вестерни“.

### Утицаји
Многи вестерни након средине педесетих били су под утицајем јапанских самурајских филмова Акире Куросаве. На пример, Седморица величанствених био је римејк Куросавиних Седам самураја, као што су и За шаку долара и Последњи преживели били римејкови Куросавине Телесне страже, која је с друге стране снимљена под утицајем Црвене жетве, америчког детективског романа Дашијела Хемета. Куросава је био под утицајем америчких вестерна те је био велики обожаватељ жанра, посебно Џона Форда.
Упркос Хладном рату, вестерн је извршио снажан утицај на кинематографију Источног блока, која је имала властити жанр, тзв. „црвене вестерне“ или „остерне“. Уопштено, ова два жанра имају следеће облике: или чисти вестерни снимани у Источном блоку, или акцијски филмови смештени у време Октобарске револуције или Грађанског рата и Basmachi устанка у којима су турски народи играли сличне улоге као Мексиканци у традиционалним вестернима.
Изданак вестерн жанра је „пост-апокалиптични“ вестерн, у којем се друштво будућности бори за нови почетак након велике катастрофе. Примери су Поштар и серијал Побеснели Макс, те рачунарска игра Fallout. Многи елементи филмова и серија о свемирском путовању преузети су из конвенција вестерна. То је посебно случај у поджанру научне фантастике, спејс вестерна. Тајна Јупитера Питера Хајамса, код нас превођен и као Планета проклетих или Тајна Јупитеровог месеца, преселио је тему Тачно у подне у свемир.
Серија Свемирски брод Свитац користи експлицитне вестерн теме како би дочарала далеке свјетове. Аниме серије као што су Cowboy Bebop и Outlaw Star деле сличне комбинације научне фантастике и вестерн елемената. Научно-фантастични вестерн може бити поджанр вестерна или научне фикције. Елементи вестерн филмова могу се пронаћи у неким филмовима који у првом реду припадају другим жанровима. На пример, Келијеви јунаци је ратни филм, али радња и ликови су слични онима из вестерна. Британски филм Зулу смештен током Англо-Зулу рата, понекад је упоређиван с вестерном, иако је смештен у јужну Африку.
Лик којег игра Хамфри Богарт у филм ноар филмовима као што су Казабланка, Имати и немати или Благо Сијера Мадре - индивидуалац везан само за свој особни кодекс части - има много тога заједничкога с јунаком класичног вестерна. Супротно томе, вестерн је такође искористио многе ноар елементе, као у филму Sugar Creek .
Мрачни торањ Стивена Кинга је серија од седам књига које обухватају теме вестерна, високе фантастике, научне фантастике и хорора. Протагониста Роланд Дешејн је револвераш осмишљен по узору на „Човека без имена“ из филмова Серђа Леонеа. Осим тога, жанр суперхероја описиван је као да је преузео јунака каубоја, само што га је сместио у урбано окружење и дао му наднаравне моћи.
Звездани ратови Џорџа Лукаса користе многе елементе вестерна, а сам Лукас је рекао како је са серијалом намеравао ревитализирати филмску митологију, дијелом ослоњену на вестерне. Џедаји, који су преузели име од Jidaigekija, моделирани су по узору на самураје, чиме се показује утицај Куросаве. Лик Хана Солоа одјевен је као револвераш, а Мос Ајсли Кантина личи на салунски вестерн.

## Телевизија
Телевизијски вестерни су поджанр вестерна, жанр у филму, фикцији и драми у којима су приче смештене обично у задњу половину 19. века на амерички Стари Запад, Западну Канаду или Мексико током периода негде око 1860. до краја тзв. „Индијанских ратова“. Кад је крајем четредесетих и педесетих телевизија постала популарна, ТВ вестерни убрзо су постали омиљени међу публиком. Многи ТВ вестерни који су се приказивали неколико пута постали су својеврсни класици. Неки од познатијих ТВ вестерна су Gunsmoke, The Lone Ranger и Bonanza.
ТВ вестерн је свој врхунац доживио 1959. кад се приказивало 26 таквих серија. Због великих трошкова продукције, почетком шездесетих су акцијске полусатне серије почеле замењивати једносатне телевизијске серије, све више у боји. Године 1970. су уведени нови елементи у ТВ вестерне, као што су елементи криминалистичке драме и мистерије. У 1990-има и 2000-има су се почели приказивати једносатни телевизијски вестерни. Осим тога, поновно су уведени неки нови елементи, као што је фантастика (Firefly).

## Књижевност
Вестерн фикција је књижевни жанр смјештен на амерички Стари Запад између 1860. и 1900. године. Познати вестерн писци били су Зејн Греј од почетка 20. стољећа, те Луис Л'Амор од средине века. Жанр је свој врхунац досегао почетком шездесетих, понајвише због популаризације телевизијских вестерна као што је Бонанца. Занимање је опало у другој половини седамдесетих, а нови пад је забиљежен почетком 21. века.

## Други медији
Вестерн жанр јавио се и у стриповима, рачунарским и видео-играма и играма улога. У стриповима, вестерни су дочарани на класичан начин, као у класичним стриповима касних четрдесетих и раних педесетих; у 1990-има и 2000-има вестерн стрипови укључују и неке нове елементе, обично мотиве из хорора и фантастике. У рачунарским играма, жанр вестерна је класичан или хибрид вестерна и хорора.

## Познати глумци и редитељи

### Глумци
| - Алан Лад - Оди Мерфи - Бен Џонсон - Бак Џоунс - Берт Ланкастер - Чарлс Бронсон - Кристијан Бејл - Чак Конорс - Клејтон Мур - Клинт Иствуд - Клинт Вокер - Ден Блокер - Дин Мартин - Денис Вивер - Данкан Реналдо - Едгар Бухнан - Ели Валак - Емилио Естевес - Ернест Боргнајн - Ерол Флин - Фес Паркер - Франко Неро - Фред Макмари - Гари Купер - Џин Отри - Глен Форд - Грегори Пек - Гај Мадисон | - Хари Кари Млађи - Хари Кари - Хенри Фонда - Хју Обрајан - Џек Елам - Џек Холт - Џек Паланс - Џејмс Арнес - Џејмс Коберн - Џејмс Гарнер - Џејмс Стјуарт - Џеј Силверхилс - Џол Макрија - Џон Макинтајер - Џон Вејн - Џонатан Гилберт - Кен Кертис - Кевин Костнер - Кирк Даглас - Ли Марвин - Ли Ван Клиф - Лио Кариљо - Линдзи Гринбуш - Лорн Грин - Лу Дајмонд Филипс - Мајкл Ландон | - Пернел Робертс - Рендолф Скот - Ричард Бун - Ричард Дикс - Ричард Бул - Ричард Видмарк - Роберт Дувал - Роберт Мичам - Роберт Редфорд - Роберт Рајан - Рон Хауард - Рој Роџерс - Расел Кроу - Сем Елиот - Сидни Гринбуш - Тим Холт - Тим Макој - Том Микс - Том Селек - Том Тајлер - Вал Килмер - Виктор Матјур - Волтер Бренан - Ворд Бонд - Вилијам Бојд - Вилијам Холден - Вилијам С. Харт |

### Глумице
| - Алисон Арнграм - Ана Ли - Барбара Стенвик - Кендис Берген - Клер Тревор - Дејл Еванс - Дороти Малон | - Фелиша Фар - Џејн Расел - Џин Артур - Џоан Дру - Карен Грасл - Кетрин Макгрегор - Кетрин Рос - Кети Џурадо | - Марин Сејс - Морин О’Хара - Мелиса Гилберт - Мелиса Су Андерсон - Оливија де Хавиленд - Ронда Флеминг - Валери Френч - Вера Мајлс |

### Распевани каубоји
| - Џин Отри - Рекс Ален | - Рој Роџерс - -{Sons of the Pioneers }- | - Текс Ритер - Керпатрик Томас |

### Редитељи
| - Ендру В. Маклаглен - Ентони Ман - Бад Бетикер - Сесил Б. Демил - Клинт Иствуд - Дон Сигел - Џорџ Стивенс | - Гунар Хелстром - Хауард Хоукс - Џон Форд - Џон Хјустон - Кевин Костнер - Лоренс Каздан - Мајкл Кертиз | - Мајкл Ландон - Монте Хелман - Нејтан Џуран - Раул Волш - Рубен Мамулијан - Сем Пекинпо - Серђо Леоне |